# Atemporalität
Atemporal wird in der Grammatik eine Verwendung einer Tempusform genannt, wenn sie keine eigentlich zeitliche Bedeutung ausdrückt. Die Atemporalität einer Tempusform kann hierbei eine kontroverse Annahme innerhalb einer bestimmten Theorie sein, statt direkt beobachtbar zu sein. 
So gibt es Behandlungen des Präsens im Deutschen, die annehmen, dass das Präsens generell eine neutrale Form ist und keine besondere zeitliche Einschränkung ausdrückt, also eigentlich gar kein Tempus ist. Diese Position ist kontrovers.
In anderen Fällen wird angenommen, dass zumindest ein generelles Präsens, das zeitlos gültige Sätze formuliert, atemporal ist, beispielsweise in dem Satz „Zwei plus zwei ergibt vier.“ Eine Alternative hierzu ist eine Deutung, in der ein Bezug auf eine Gegenwart angesetzt wird, diese Gegenwart aber als unendlich ausgedehnt erscheint.
Ein Beispiel für eine atemporale Verwendung einer Tempusform, das weniger analyseabhängig ist, ist die Verwendung des englischen past tense als Verbform im Konditionalsatz:
- If Jack took his medicine, he would get better. („Wenn Jack seine Medizin nähme / nehmen würde, würde es ihm bald besser gehen.“)